# Parrocchie civili delle West Midlands
Questa è una lista delle parrocchie civili delle West Midlands, Inghilterra.

## Birmingham
Le aree di Birminghame Sutton Coldfield non sono coperte da parrocchie.
- New Frankley

## Coventry
L'area di Coventry non è coperta da parrocchie.
- Allesley
- Keresley

## Dudley
L'intero distretto di Dudley non è coperto da parrocchie.

## Sandwell
L'intero distretto di Sandwell non è coperto da parrocchie.

## Solihull
L'area di Solihull non è coperta da parrocchie.
- Balsall
- Barston
- Berkswell
- Bickenhill
- Castle Bromwich
- Chelmsley Wood
- Fordbridge
- Hampton-in-Arden
- Hockley Heath
- Kingshurst
- Meriden
- Smith's Wood

## Walsall
L'intero distretto di Walsall non è coperto da parrocchie.

## Wolverhampton
L'intero distretto di Wolverhampton non è coperto da parrocchie.

## Fonti
- Office for National Statistics (ONS) - Liste geografiche, su statistics.gov.uk. URL consultato il 31 dicembre 2008 (archiviato dall'url originale il 3 dicembre 2003).